# محمدرضا زینعلی

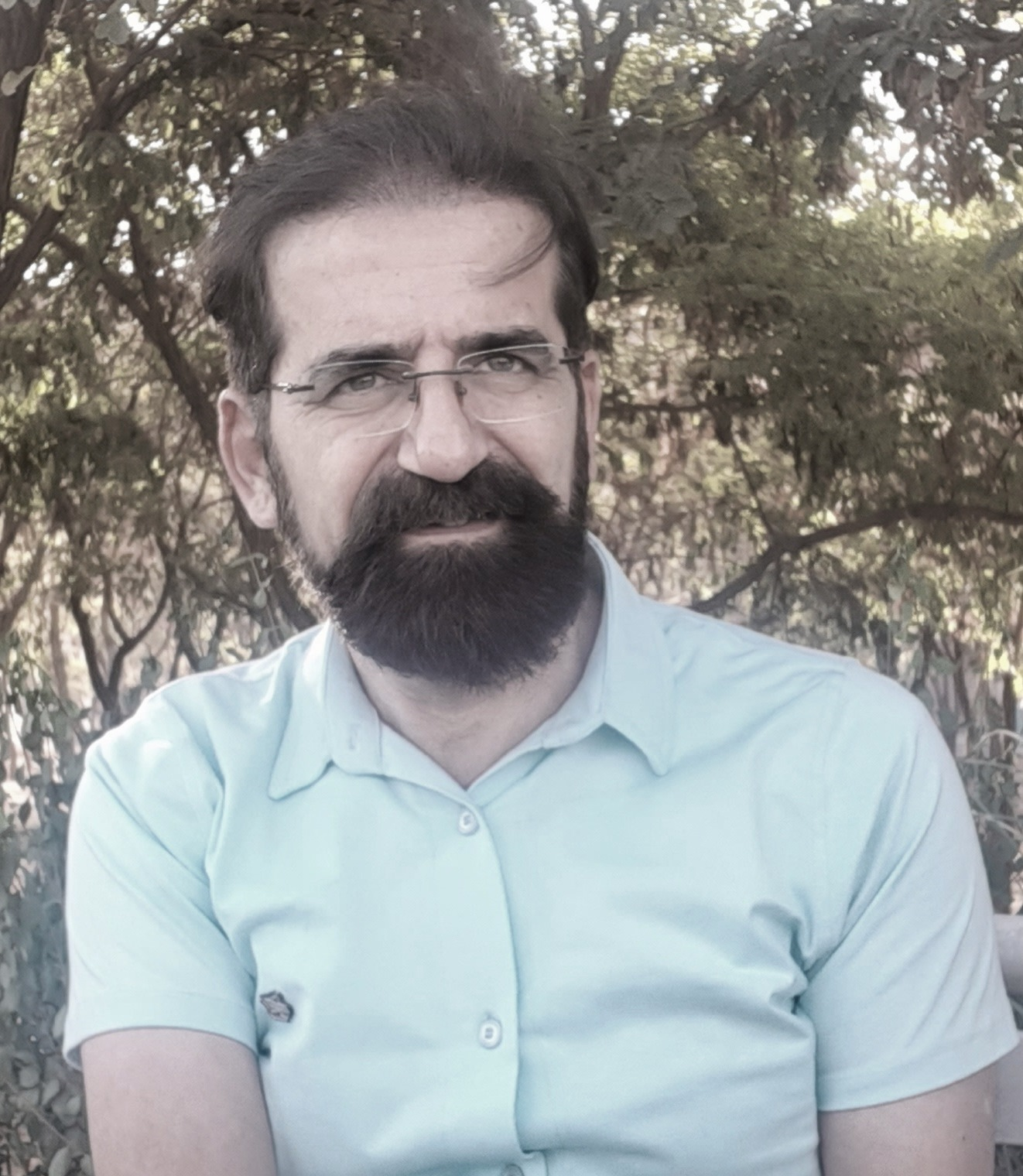
محمدرضا زینعلی

محمدرضا زینعلی پژوهشگر موسیقی،  نوازنده نی، آهنگساز، مدرس دانشکده موسیقی دانشگاه هنر ایران و فرهنگ و هنر. مدیر مسئول آموزشگاه موسیقی نیستان، تهران. دارای  کارشناسی موسیقی از دانشکده موسیقی دانشگاه هنر ایران، کارشناسی ارشد نوازندگی موسیقی ایرانی از دانشکده هنرهای زیبا دانشگاه تهران، کارشناسی ارشد پژوهش هنر، دکترای پژوهش هنر و مدرک بین‌المللی موسیقی دیجیتال است.

## استادان:
وی در نزد استادان: حسن کسایی (نوازندگی نی)، شریف لطفی (اصول اجرای موسیقی)،  فرهاد فخرالدینی (هارمونی، کنترپوان، اصول آهنگسازی، پیوند شعر و موسیقی، موسیقی فیلم)،  مصطفی کمال پور تراب (هارمونی، کنترپوان)،  کامبیز روشن‌روان (ریتم در موسیقی، موسیقی فیلم، تلفیق شعر و موسیقی)، هوشنگ کامکار  (تاریخ موسیقی، دیکته موسیقی)،  احمد پژمان (هارمونی، کنترپوان، اصول آهنگسازی و ارکستراسیون)،  داریوش طلایی (تجزیه‌وتحلیل ردیف موسیقی ایران)،  حسین دهلوی (پیوند شعر و موسیقی)، محمدرضا لطفی (شناخت موسیقی دستگاهی ایران، تلفيق شعر و موسيقی)، تقی بینش (موسیقی قدیم ایران) و ... را آموخته است.

## آثار:
- نای هفت‌بند، تهران: انتشارات دانشگاه هنر، (چاپ اول)،[۲] ۱۳۷۹، شابک ISBN 964-6218-21-0، (چاپ سوم)،[۳] ۱۳۹۰، شابک ISBN 978-964-6218-58-1.
- شیوهٔ نوازندگی استاد حسن کسایی،[۴]  تهران: دانشگاه هنر ایران، معاونت پژوهشی، نشریه علمی- پژوهشی نامه، هنرهای نمایشی و موسیقی، ۱۳۹۸، دوره ۱۰، شماره ۱۹[۵] DOI:10.30480/DAM.2020.896.1221
- آموزش فن‌آوری استودیوی مجازی (Cubese)،[۶] انتشارات سرود، [۷] ۱۴۰۲، شابک ISBN 978-964-8626-51-3.
- لوح فشرده آموزش Cubese [۸]، نرم‌افزار تخصصی موسیقی، تهران: ناشر گروه نرم‌افزاری مهرگان و داتیس، ۱۳۹۲، شابک 040171-13394-8.
- موسیقی و مدارس، نشریه نقطه، تهران: دانشگاه هنر ایران.۱۳۹۰.
- موسیقی فیلم بویه، کارگردان: سعید میرزایی، تهیه کننده: نوید نوروزی. ۱۴۰۱.
- بررسی نقش تکیه و ارتفاع صوت در تلفیق شعر و موسیقی[۹]. دانشگاه گیلان، معاونت پژوهشی، نشریه پژوهش‌های میان رشته‌ای هنر، ۱۴۰۳، دوره ۲، شماره ۱. DOI:10.22124/IRA.2024.27861.1022
- تغییرات ریتمیک کرشمه در پیش‌درآمدهای درویش‌خان [۱۰]. دانشگاه تهران، دانشکده هنرهای زیبا، نشریه علمی و پژوهشی هنرهای نمایشی و موسیقی.۱۴۰۳.   DOI:10.22059/JFADRAM.2024.375606.615878